# 萊姆豪斯站
萊姆豪斯站（英語：Limehouse station）是英國國營鐵路公司和碼頭區輕便鐵路的一個車站，位於倫敦東部的萊姆豪斯地區。本站開通於1840年，當時的名稱是斯特普尼站。1923年，車站改名為斯特普尼東。1987年、碼頭區輕鐵通車前，車站改為現名。
本站位於倫敦軌道運輸第2收費區。在碼頭區輕鐵系統，本站位於沙德韋爾站和西碼頭站之間。

## 歷史
本站於1840年7月16日啟用，屬倫敦及布萊克沃爾鐵路公司的轄下車站，當時車站名稱是斯特普尼。
1987年5月11日，本站改名為萊姆豪斯。同年8月31日，於前倫敦及布萊克沃爾延伸鐵路月台舊址興建的碼頭區輕鐵月台（3及4號月台）啟用。
自碼頭區輕鐵開通以來，本站已成為在金絲雀碼頭地區工作的埃塞克斯郡和東倫敦通勤者常用的換乘站，但初時兩條高架橋仍然是分開的，導致輕鐵月台和國家鐵路月台之間的換乘十分麻煩，乘客必須先下樓梯，然後再上樓梯。 為了部分解決這個問題，連接西行（倫敦方向）主線月台與鄰近的東行（金絲雀碼頭方向）輕鐵月台的橋樑於2009年11月開放啟用。在橋樑建設的同時，本站還進行了其他改進，包括使輕鐵站能夠供三卡輕鐵列車使用、和建造一個額外的東入口，並設有電梯和樓梯通往月台。

## 列車服務

### 英國全國鐵路
在非繁忙時段，本站的c2c列車服務主要包括每小時（每方向）六趟列車：
| 每小時班次 | 方向 | 終點站     | 路線               | 停站模式 |
| ---------- | ---- | ---------- | ------------------ | -------- |
| 2          | 東行 | 舒伯里內斯 | 經巴西爾登         | 各站停車 |
| 2          | 東行 | 紹森德中央 | 經上敏斯特、格雷斯 | 各站停車 |
| 2          | 東行 | 格雷斯     | 經珀弗利特         | 各站停車 |
| 6          | 西行 | 芬喬奇街   | -                  | 各站停車 |

在繁忙時間，服務增加至每小時最多 15 趟列車。 大多數繁忙時間服務的列車有 8 卡車廂。

### 碼頭區輕鐵
碼頭區輕鐵在非繁忙時段的班次主要為：
東行
- 9班 往劉易舍姆
- 6班 往貝克頓
- 6班 往伍利奇兵工廠

西行
- 15班 往銀行
- 6班 往塔門廊

## 接駁交通
倫敦巴士15、115、135、D3及通宵路線N15、N550、N551號均服務本站。

## 外部連結
- Limehouse on the DLR website
- Limehouse on the c2c website
- National Rail website - Limehouse on the National Rail website （页面存档备份，存于）
- More photographs of the DLR station （页面存档备份，存于）